# Andrea Dotti
Andrea Paolo Mario Dotti, född 18 mars 1938 i Neapel, död 30 september 2007 i Rom, var en italiensk greve och psykiater verksam vid  La Sapienza i Rom. Dotti var gift med den brittisk-nederländska skådespelerskan Audrey Hepburn 1969–1982. Paret fick sonen Luca 1970.
Andrea Dotti dog 2007 av komplikationer av koloskopi.